# Параллельное кинопроизводство
Параллельное кинопроизводство (англ. back-to-back — «спиной к спине») — съёмка нескольких фильмов одновременно, как одной кинокартины, обычно для уменьшения времени и затрат на производство.
Часто используется при съёмке трилогий — если первый фильм были коммерчески успешным, то вторую и третью части снимают параллельно. Например, четыре еще нё названных сиквела фильма «Аватар» будут снимать параллельно.
В современном кинопроизводстве, в отличие от студийной системы, существовавшей в США до 1950-х годов, для каждого фильма актёры и съёмочная группа обычно собираются отдельно. Однако при параллельной съёмке в создании разных фильмов принимают участие те же лица, что позволяет сэкономить на сборе команды.
Кроме того, при параллельном кинопроизводстве старение актёров минимально, что полезно, если по сюжету между событиями фильмов проходит только небольшой временной промежуток.